# 柏木上野與洛貝魯特吉野
柏木上野與洛貝魯特吉野（日語：サイプレス上野とロベルト吉野），日本雙人嘻哈組合。Melody Fair所屬。2000年組團。柏木上野擔當麥克風饒舌、洛貝魯特吉野擔當DJ轉盤。簡稱『上吉』。
座右銘以“HIP HOPall何”、並以“決HIPHOP薄”之口號每年頻繁舉辦和參加巡迴LIVE演唱會為團體宣傳的武器。

## 成員
柏木上野（日語：サイプレス上野／さいぷれすうえの，1980年8月9日—）－麥克風饒舌
出生名：上野恭輔（上野 恭輔／うえの きょうすけ）。
從事DJ時以「LEGENDa.k.a上野」名義活動。
橫濱高等學校、神奈川大學畢業。高中時期擔任過應援團團長，並與曾經連霸甲子園的松坂世代同屆。
洛貝魯特吉野（日語：ロベルト吉野／ろべるとよしの，1982年2月6日—）－DJ轉盤
出生名：吉野徹也（吉野 徹也／よしの てつや）。

## 來歷
- 2000年，於橫濱市戶塚區『橫濱Dream Land（日语：横浜ドリームランド）』的附近住家，由彼此是前輩與後輩關係的柏木上野、洛貝魯特吉野2人，在出身地Dream Heights組成。
- 2007年，首張專輯發行。
- 2009年1月21日，第二張專輯《WONDER WHEEL》發行。
- 2009年8月23日，出演者投票票選活動「PEOPLE'S CHOICE」中被選上，之後在「B BOY PARK 2009（日语：B BOY PARK）」大型嘻哈音樂祭活動出演。
- 2014年2月3日，洛貝魯特吉野說因身體不適而暫時休止活動。在這期間只有柏木上野獨自持續活動[3]。
- 2014年10月26日，洛貝魯特吉野於節目「上野『建設的』～HIPHOPal何～」中宣布重返業界[4]。
- 2016年9月，於ACOM（日语：アコム）的廣告短片出演[5]。
- 2016年11月，發行柏木上野與中江友梨（日语：中江友梨）（東京女子流）的合作，以”上中江”的名義，發行嘻哈完整專輯「夢見心地」。
- 2017年1月，為新日本摔角（日语：新日本プロレス）『WRESTLE KINGDOM 11 in 東京巨蛋』發表官方主題歌曲「GET READY」。
- 2017年6月7日，於親自主持（朝日電視台製播）的綜藝節目「FREESTYLE DUNGEON（日语：フリースタイルダンジョン）」以”DUNGEON MONSTERS”組合，發表網路單曲「MONSTER VISION（日语：MONSTER VISION）」，並獲得itunes綜合排行榜第1名。
- 2017年9月6日，發行加入King Recodrs旗下唱片公司EVIL LINE RECORDS（日语：EVIL LINE RECORDS）之後的首張迷你專輯「大海賊」。
- 2017年12月31日，於第1回桃色歌合戰出場。
- 2018年4月6日，迷你專輯「大海賊」收錄歌曲「 feat. SKY-HI」被BS SKY Perfect！（日语：BSスカパー!）製播電視動畫《錢進球場》獲選為片頭主題曲使用。
- 2018年11月28日，發行出道之後的第一張完整專輯「銀座」。
- 2019年3月～5月，為紀念發行唯一的專輯「銀座」，於日本全國11個地方舉辦巡迴演唱會“2019 ～青春決～”。
- 2019年4月，擔任Fm yokohama「Tresen」週三節目主持人。

## 音樂作品

### 單曲
|     | 發行日期       | 單曲名稱         | 規格編號  | 備註     |
| --- | -------------- | ---------------- | --------- | -------- |
| 1st | 2012年12月12日 | feat.OZROSAURUS  | PECF-1054 | felicity |
| 2nd | 2014年3月21日  | GET UP AND DANCE | JS12S-106 | felicity |

### 參加作品
| 發行日期       | 標題                                                                          | 規格編號            | 收錄歌曲 | 總經銷商                      |
| -------------- | ----------------------------------------------------------------------------- | ------------------- | --- | ----------------------------- |
| 2003年8月20日  | SOFFet『Carnival』                                                            | WPCL-10024          | 11. 大佐 feat.上野吉野 | ORGANON                       |
| 2007年4月25日  | HIPHOP50～BLACK MARKET VOL.2～                                                | GNCL-1117           | DISC2-3. FREE STYLE （上野） | NBC環球娛樂                   |
| 2007年9月19日  | Mr.BEATS a.k.a.DJ CELORY『BEATS LEGEND Vol.2』                                | PCCA-02539          | 6. 音遊 feat.SHINGO☆西成／上野吉野 | FUTURE SHOCK                  |
| 2007年12月22日 | 大蝕 DVD                                                                      | VBDV-1003           | 14. JOKER／上野吉野 15. ay Dream／上野吉野 | VYBE MUSIC                    |
| 2008年5月14日  | BUZZER BEATS『Just The Beginning』                                            | DLPL-2001           | 14. with 上野吉野 | Peninsual RECORDS／PICTUS     |
| 2009年9月9日   | 啓 『EASY』                                                                   | NPCD-0801           | 「LAZY HOLIDAY feat. 上野 & NORIKIYO」 | NEO☆P                         |
| 2010年1月20日  | KAIKOO meets REVOLUTION                                                       | POPDVD-102R         | DISC1-1. 上吉／サ上野吉野 | POPGROUP Recordings           |
| 2010年4月21日  | ENTER DVD VOL.3                                                               | IFKDV-4             | 25. ZIM BACK VS 上野 | IFK RECORDS                   |
| 2010年7月14日  | DJ HAZIME『Manhattan Records The Exclusives Japanese Hip Hop Hits』           | LEXCD-10009         | 20. Bay Dream - Lark Chillout Remix／上野吉野 | Manhattan Recordings          |
| 2010年10月15日 | LEGEND a.k.a 上野『LEGEND FILE MIX』                                          | FRCD-203            | 16. WONDER WHEEL／上野吉野 | FILE RECORDS Inc.             |
| 2011年7月13日  | ILL STREET BLUES ～JAPANESE HIP HOP NEW STANDARDS～                           | OTCD-2312           | DISC1-7. BAY DREAM "課外授業"／上野吉野 | OCTAVE/Far Out Recordings     |
| 2011年11月30日 | SPECIAL OTHERS『SPECIAL OTHERS』                                              | VIZL-440 VICL-63795 | 6. DOOR feat.上野吉野 | SPEEDSTAR                     |
| 2011年12月14日 | DJ ISSO『BEST OF JAPANESE HIP HOP HITS 2011』                                 | LEXCD-11020         | 4. 空街角 Remix／上野吉野 Feat. Luvraw&Btb | LEXINGTON                     |
| 2012年11月28日 | DJ ISSO『Best Of Japanese Hip Hop Hits 2012』                                 | LEXCD-12024         | 29. ／上野吉野 feat.後藤 | LEXINGTON                     |
| 2012年12月5日  | DJ BOLZOI『蝕 -JAPANESE HIP HOP PARTY- THE BEST MIX 2012 Mixed by DJ BOLZOI』 | OTCD-2978           | 12. 〆／上野吉野 | OCTAVE                        |
| 2013年1月23日  | 『』                                                                          | AICL-2493 AICL-2495 | 3. 胸中／上野吉野 in REMIX | Sony Music Associated Records |
| 2014年3月5日   | LEF！！！ CREW！！！『THIS IS HARDCORE』                                      | OTCD-3500           | 1. Intro (This is Hardcore Edit) feat. 謎 & 吉野／LEF!!! CREW!!! 15. feat. OZROSAURUS／上野吉野 60. 共行 (DUB) feat. 上野, BELAMA2, TAKUMA THE GREAT／LEF!!! CREW!!! | ULTRA-VYBE,INC.               |
| 2016年7月27日  | 『RICH』                                                                      | KICS-3404           | 5. 成 VICTORY／×上野吉野 | King Records                  |
| 2016年9月21日  | &『再建設的』                                                                 | Qbix-32             | 11. 本／上野吉野 | CUBE                          |
| 2017年3月8日   | 加山雄三Remix專輯『加山雄三新世界』                                           | MUCD-1380           | 2. 蒼星 feat. Z×上野吉野×Dorian／Z×上野吉野×Dorian | DREAMUSIC                     |
| 2017年9月6日   | RHYMESTER『』                                                                 | VICL-64825          | 2.爆的 feat. 上野 & HUNGER／RHYMESTER×上野×HUNGER | Victor Entertainment          |
| 2018年2月14日  | KEN THE 390『』                                                               | DBMS-042            | 7. 調子 feat. 上野, DOTAMA／KEN THE 390×上野×DOTAMA | DREAM BOY                     |
| 2018年7月25日  | 『』                                                                          | KSCL-3069X          | 3. 甘辛MC ～編～／DJMC×上野吉野 | Ki/oon Music Inc.             |
| 2018年11月28日 | TeddyLoid『SILENT PLANET:INFINITY』                                           | NKCD-6850           | 7. Grenade (INFINITY) feat. 佐木彩夏 from Z & 上野／TeddyLoid×佐木彩夏 from Z & 上野                                                                                 | EVIL LINE RECORDS             |
| 2019年1月23日  | 『Yu Are Something』                                                          | UMCA-10068          | 6.SoDaRaw feat.柏木上野／酒井優×柏木上野 | UNIVERSAL MUSIC               |
| 2019年7月12日  | Various Artists『EVIL LINE RECORDS 5th Anniversary FES. EP "EVIL A LIVE』     |                     | 1. 上野吉野×月蝕會議×The Dirty Dawg(from「 -Division Rap Battle／ The Three Musketeers Mic Relay                                                                     | EVIL LINE RECORDS             |
| 2019年9月25日  | N.U.D.E『N.U.D.E 1』                                                          | TYOR-1002           | 4. WOOGIE BOOGIE feat.CYPRESS UENO & COMA-CHI／N.U.D.E×上野×COMA-CHI                                                                                                 | TOKYO RECORDS                 |
| 2020年1月17日  | ASOBOiSM『TOTSUKA feat. 上野』                                                |                     | TOTSUKA feat. 上野／ASOBOiSM×上野 | ASOBOiSM                      |
| 2020年3月11日  | 遊助『遊言実行』                                                              |                     | 場外HOMER 遊turing 上野／遊助×上野 | Sony Music Records            |

### 樂曲提供
| 發行日期                       | 標題                                                                                     | 規格編號   | 收錄歌曲                                                           | 總經銷商          |
| ------------------------------ | ---------------------------------------------------------------------------------------- | ---------- | ------------------------------------------------------------------ | ----------------- |
| 2013年7月17日                  | Negicco「Melody Palette」                                                                | B00D3GOEPK | 8. - 作詞：柏木上野 - 作曲、編曲：柏木上野與洛貝魯特吉野           | T-Palette Records |
| 2013年7月17日                  | 桃色幸運草Z「BLAST！」                                                                   | KICM-1778  | 02. Survival of the Fittest -interlude- - 作詞：柏木上野           | EVIL LINE RECORDS |
| 2015年7月（宣傳短片提供）      | 活動洗劑大運動會「OFFICIAL 主題歌曲 Theme Of Lotion」                                    | －         | - 作詞、作曲：柏木上野                                             | －                |
| 2016年11月16日                 | lyrical school「guidebook」                                                              | KICS-3429  | 3. - 作詞：柏木上野                                                | King Records      |
| 2017年11月15日                 | 催眠麥克風 -Division Rap Battle- YOKOHAMA DIVISION 「MAD TRIGGER CREW」『BAYSIDE M.T.C』 | KICM-3332  | 1. G anthem of Y-CITY/碧棺 左馬刻 (CV.淺沼晉太郎) - 作詞：柏木上野 | King Records      |
| 2018年4月6日                   | 臭小子★ALL STARS電影《臭小子與美麗世界》音樂原聲帶                                       | －         | 3. KUSO UNIVERSE - 饒舌作詞：柏木上野                              | Amazon Music      |
| 2018年12月19日（宣傳短片提供） | 網路線上遊戲新楓之谷「15週年紀念歌曲 History」                                           | －         | - 作詞：柏木上野                                                   | －                |
| 2019年9月11日                  | lyrical school「BE KIND REWIND」                                                         | VICL-65236 | 3. LOVE TOGETHER RAP - 作詞：柏木上野                              | CONNECTONE        |

## 音樂PV
| 導演                       | 曲名 |
| ALI-KICK                   | 「https://www.youtube.com/watch?v=5f4wQmQEMaQ （页面存档备份，存于）」「https://www.youtube.com/watch?v=1b76kYtXirA （页面存档备份，存于）」  |
| 大關泰幸                   | 「Bay Dream ～課外授業～」「ZZPPP from DVD「WONDER WHEEL THE LIVE DVD」 （页面存档备份，存于）」                                              |
| 本涉太                     | 「https://www.youtube.com/watch?v=FxY5o-67Mrg （页面存档备份，存于）」                                                                        |
| 佐佐木堅人                 | 「MUSIC EXPRES$ （页面存档备份，存于）」 |
| Ghetto Holywood            | 「LIVE GOES ON （页面存档备份，存于）」「https://www.youtube.com/watch?v=uhTWhfhcV5o （页面存档备份，存于）」                                 |
| Tsutomu'PON'Tauchi         | 「WONDER WHEEL （页面存档备份，存于）」 |
| Kazunari Tachiya a.k.a. QN | 「ready to drunk （页面存档备份，存于）」 |
| chatty chatty              | 「https://www.youtube.com/watch?v=RaAqV0NyS-U （页面存档备份，存于）」                                                                        |
| （不明）                   | 「BUMP （页面存档备份，存于）」「SELF PRE-SURE （页面存档备份，存于）」「https://www.youtube.com/watch?v=NFvmVr0xMMc （页面存档备份，存于）」 |
| Yuji Kamiyama              | 「https://www.youtube.com/watch?v=-1WIjtVhsd4 （页面存档备份，存于）」                                                                        |
| （不明）                   | 「https://www.youtube.com/watch?v=_MdKwl6COMU （页面存档备份，存于）」                                                                        |
| 上田芳郎(629inc.)          | 「https://www.youtube.com/watch?v=JA6I_29dmWc （页面存档备份，存于）」                                                                        |
| 稻葉右京                   | 「https://www.youtube.com/watch?v=XrPlU6cKgYE （页面存档备份，存于）」                                                                        |
| Ghetto Holywood            | 「Yokohama La La La」 |
| BUDDHA.INC                 | 「RUN AND GUN pt.2 feat. BASI, HUNGER （页面存档备份，存于）」                                                                                |

## 出演

### 電視
東京電視台
- 神之舌（2012年2月5日）只有柏木上野獨自參加出演，飾演DIENOJI（日语：ダイノジ）大地的後輩
- 流派-R（日语：流派-R）（2018年－）只有柏木上野獨自上節目，並於「MY CLASSICS new」單元擔任主持

朝日電視台
- FREESTYLE DUNGEON（日语：フリースタイルダンジョン）（2015年9月30日－）只有柏木上野獨自上節目
- MUSIC STATION（2017年6月16日）只有柏木上野獨自上節目

TOKYO MX
- 玫瑰色公子（2017年10月11日）柏木上野獨自以「Dungeon Monster」名義上節目
- 音痴POPS（日语：音ボケPOPS）（2017年10月28日）只有柏木上野獨自上節目
- （2018年6月7日－）柏木上野獨自擔任主持人和上節目

NHK系列
- R的法則（2017年10月12日，NHK教育）只有柏木上野獨自上節目
- NHK高校講座（日语：NHK高校講座） 基礎國語（2017年11月21日，NHK）只有柏木上野獨自上節目
- 心中的時代（日语：こころの時代）「“個”生」ECD特集（2018年10月，NHK）只有柏木上野獨自上節目

其它電視台、頻道
- 柏木上野與中江友梨（日语：中江友梨）的青春日記（2014年10月29日－，MTV）只有柏木上野獨自出演
- LIVE B♪（日语：ライブB♪）（2017年9月26日，TBS）
- （2017年11月－，V☆PARADISE（日语：V☆パラダイス））只有柏木上野獨自上節目
- 桃桃 ～第1回 歌合～（2017年12月31日，AbemaTV）

### 電影
- 營業1∞萬次（日语：営業1∞万回）（2012年3月）客串飾演旅館住宿旅客、並有進行片尾曲提供
- 惡搞野郎與美麗世界（日语：クソ野郎と美しき世界）（2018年4月，geek sight （页面存档备份，存于））劇中饒舌監修、並以同名角色客串飾演

### 廣告旁白
- 電台廣告「ROOX」（2013年，NISSAN）旁白由柏木上野獨自擔任
- RROTEC（2016年3月，獅王）柏木上野獨自進行饒舌歌唱
- 炸豬排DJ揚太郎（日语：とんかつDJアゲ太郎）（2016年4月24日，TOKYO MX）柏木上野獨自配音客串
- ACOM（日语：アコム）（2016年）[6]
- 網路廣告 PREMIUM MALT'S（日语：ザ・プレミアム・モルツ）（2017年，三得利）只有柏木上野獨自參加廣告拍片
- FREESTYLE DUNGEON（日语：フリースタイルダンジョン）（2018年1月～，朝日電視台）旁白由柏木上野獨自擔任、及廣告拍片出演
- 電視廣告 WHITE BELG（2018年，札幌啤酒）只有柏木上野獨自參加廣告拍片
- 電視廣告 TOWN WORK（日语：タウンワーク）（2018年，Recruit（日语：リクルート））只有柏木上野獨自參加廣告拍片[7]

### 網路電視與媒體
- UST節目「RAPSTREAM」（2011年5月－2013年12月，Amebreak）柏木上野作為主持人出演
- Rhymester宇多丸的星期三 THE NIGHT（日语：The NIGHT）（2016年4月－，AbemaTV）柏木上野獨自擔任助理主持人、洛貝魯特吉野也有客串出演
- Abema格鬥TIMES（2017年－，AbemaTV）由柏木上野專訪連載
- Making VTRHearthstone（2018年，Blizzard Entertainment）只有柏木上野獨自上節目
- 2D動作線上遊戲新楓之谷15週年紀念歌曲「History」 主歌：野澤雅子、柏木上野／作曲：banvox／作詞：柏木上野（2018年，Nexon）音樂製作只有柏木上野獨自參加

### 廣播節目
- 柏木上野的日本語饒舌閃亮！（2008年10月－現在放送終了，TOKYO FM）只有柏木上野獨自上節目
- YOKOHAMA RADIO APARTMENT（日语：YOKOHAMA RADIO APARTMENT） BAY DREAM（2012年4月－2017年3月，Fm yokohama（日语：横浜エフエム放送））
  - 洛貝魯特吉野於經過休養之後，與柏木上野、Beat武士（STERUSS）、遠藤舞（2014年10月－）一起上節目
- 排行談話綜藝 The Top 5（日语：ザ・トップ5）（第5季）星期二（2015年9月－2016年3月，TBS廣播）只有柏木上野獨自上節目
- Tresen（日语：Tresen） （2017年4月－，Fm yokohama）只有柏木上野獨自上節目
- 都市型生活情報電台 趣味R（日语：都市型生活情報ラジオ 興味R）（2017年5月15日－，TBS廣播）只有柏木上野獨自上節目，隔週擔任節目助理
- Tresen 擔任週三節目主持人（2019年4月－，Fm yokohama）只有柏木上野獨自上節目

## 書籍
- LEGEND日本語（2011年12月22日，Rittor Music（日语：リットーミュージック），柏木上野&東京布朗克斯(著)）
- （2015年6月10日，白夜書房（日语：白夜書房），柏木上野與洛貝魯特吉野(著)）
- 練習帳（2016年11月19日，雙葉社，柏木上野(著)）[8]
- 私熱狂90年代（2016年12月27日－，辰巳出版（日语：辰巳出版），柏木上野(刊登採訪)）
- ～自由形～（《週刊少年Champion》2017年9號－，秋田書店，柏木上野(監修)）